# Начальник Сил обороны (Новая Зеландия)
Начальник Сил обороны (англ. Chief of Defence Force) — высшая офицерская должность в Силах обороны Новой Зеландии.
Действующим Начальником Сил обороны является генерал-лейтенант Тим Китинг — с 1 февраля 2014 года.

## Полномочия и обязанности
Начальнику Сил обороны подчиняются Начальники Армии, Флота и Воздушных сил. Начальник Сил обороны является главным военным советником министра обороны, неся ответственность перед ним за эффективное, действенное и экономичное управление деятельностью и ресурсами Сил обороны.

## История
1 июля 1963 года, в рамках разработки плана обороны Новой Зеландии, находясь под впечатлением от знакомства с военным аппаратом Австралии, министр обороны учредил пост Начальника штаба обороны, на который был назначен Питер Фиппс. В 1991 году название должности было изменено на нынешнее — Начальник Сил обороны.

## Начальники Сил обороны ( с 1 июля 1963 года)
| Ранг                    | Имя              | Принадлежность | Начало         | Конец          |
| ----------------------- | ---------------- | -------------- | -------------- | -------------- |
| Начальник Штаба обороны |                  |                |                |                |
| Вице-адмирал            | Питер Фиппс      | КФНЗ           | 1 июля 1963    | июль 1965      |
| Генерал-лейтенант       | Леонард Торнтон  | Армия          | июль 1965      | 1971           |
| Генерал-лейтенант       | Ричард Уэбб      | Армия          | 1971           | 1976           |
| Маршал авиации          | Ричард Болт      | ВВСНЗ          | 1976           | 1980           |
| Вице-адмирал            | Нил Андерсон     | КФНЗ           | 1980           | 1983           |
| Маршал авиации          | Эван Джеймисон   | ВВСНЗ          | 1983           | 1986           |
| Маршал авиации          | Дэвид Крукс      | ВВСНЗ          | 1986           | 1987           |
| Генерал-лейтенант       | Джон Мэйс        | Армия          | 1987           | 1991           |
| Начальник Сил обороны   |                  |                |                |                |
| Вице-адмирал            | Самфорд Тигл     | КФНЗ           | 1991           | 1995           |
| Генерал-лейтенант       | Энтони Биркс     | Армия          | 1995           | 1999           |
| Маршал авиации          | Кэри Адамсон     | ВВСНЗ          | 1999           | 2001           |
| Маршал авиации          | Брюс Фергюсон    | ВВСНЗ          | 2001           | 30 апреля 2006 |
| Генерал-лейтенант       | Джерри Матепараи | Армия          | 1 мая 2006     | 23 января 2011 |
| Генерал-лейтенант       | Рис Джонс        | Армия          | 24 января 2011 | 31 января 2014 |
| Генерал-лейтенант       | Тим Китинг       | Армия          | 1 февраля 2014 | н.в.           |